# Przekaźnik samoczynnego rozruchu
Przekaźnik samoczynnego rozruchu (PSR) – w kolejnictwie przekaźnik napięciowo-prądowy służący do samoczynnego sterowania wałem kułakowym oporników rozruchowych w czasie rozruchu elektrycznego pojazdu szynowego. W Polsce takie urządzenia powszechnie występują w elektrycznych zespołach trakcyjnych produkcji Pafawag. Przekaźniki samoczynnego rozruchu montowano także początkowo w lokomotywach serii EU07.
W zespołach trakcyjnych Pafawagu przekaźnik samoczynnego rozruchu współpracuje z przekaźnikiem regulacji przyspieszenia. Umożliwia to rozruch jednostki w dwóch stopniach przyspieszenia (wał kułakowy jest przesterowany przy mniejszym lub większym prądzie). Za załączanie i wyłączanie przekaźnika oraz sterowanie jego pracą odpowiada nastawnik jazdy zespołu trakcyjnego, natomiast za sterowanie przyspieszeniem i kierunkiem jazdy – nastawnik kierunkowy (nawrotnik).